# Alta (Iowa)
Alta ist eine Kleinstadt (mit dem Status „City“) im Buena Vista County im US-amerikanischen Bundesstaat Iowa. Das U.S. Census Bureau hat bei der Volkszählung 2020 eine Einwohnerzahl von 2.087 ermittelt.

## Geografie
Alta liegt im Nordwesten Iowas auf 42°40′25″ nördlicher Breite und 95°17′26″ westlicher Länge. Das Stadtgebiet erstreckt sich über eine Fläche von 2,77 km² und liegt in der Nokomis Township.
Nachbarorte von Alta sind Rembrandt (28,1 km nordöstlich), Truesdale (15,9 km ostnordöstlich), Storm Lake (9,7 km südöstlich), Schaller (22 km südlich), Galva (28 km südwestlich) und Aurelia (12 km westnordwestlich).
Die nächstgelegenen größeren Städte sind die Twin Cities in Minnesota (Minneapolis und Saint Paul) (391 km nordöstlich), Cedar Rapids (352 km ostsüdöstlich), Iowas Hauptstadt Des Moines (262 km südöstlich), Kansas City in Missouri (451 km südlich), Nebraskas größte Stadt Omaha (200 km südsüdwestlich), Sioux City (106 km westsüdwestlich) und South Dakotas größte Stadt Sioux Falls (202 km nordwestlich).

## Verkehr
Der Iowa State Highway 7 verläuft in Nordwest-Südost-Richtung als Hauptstraße durch das Stadtgebiet von Alta. Alle weiteren Straßen sind untergeordnete Landstraßen, teils unbefestigte Fahrwege sowie innerörtliche Verbindungsstraßen.
Parallel zum IA 7 führt eine Eisenbahnlinie für den Frachtverkehr der Canadian National Railway (CN) durch das Stadtgebiet von Alta.
Mit dem Storm Lake Municipal Airport befindet sich 13 km südöstlich ein kleiner Flugplatz. Die nächsten Verkehrsflughäfen sind der Des Moines International Airport (272 km südöstlich), das Eppley Airfield in Omaha (193 km südsüdwestlich), der Sioux Gateway Airport in Sioux City (111 km westsüdwestlich) und der Sioux Falls Regional Airport (225 km nordwestlich).

## Bevölkerung
Nach der Volkszählung im Jahr 2010 lebten in Alta 1883 Menschen in 759 Haushalten. Die Bevölkerungsdichte betrug 679,8 Einwohner pro Quadratkilometer. In den 759 Haushalten lebten statistisch je 2,48 Personen.
Ethnisch betrachtet setzte sich die Bevölkerung zusammen aus 91,3 Prozent Weißen, 1,6 Prozent Afroamerikanern, 0,2 Prozent amerikanischen Ureinwohnern, 1,2 Prozent Asiaten sowie 4,7 Prozent aus anderen ethnischen Gruppen; 1,1 Prozent stammten von zwei oder mehr Ethnien ab. Unabhängig von der ethnischen Zugehörigkeit waren 15,7 Prozent der Bevölkerung spanischer oder lateinamerikanischer Abstammung.
27,1 Prozent der Bevölkerung waren unter 18 Jahre alt, 55,9 Prozent waren zwischen 18 und 64 und 17,0 Prozent waren 65 Jahre oder älter. 51,4 Prozent der Bevölkerung waren weiblich.
Das mittlere jährliche Einkommen eines Haushalts lag bei 42.331 USD. Das Pro-Kopf-Einkommen betrug 25.252 USD. 9,8 Prozent der Einwohner lebten unterhalb der Armutsgrenze.

## Bekannte Bewohner
- George Alfred Carlson (1875–1926), 19. Gouverneur von Colorado (1915–1917), geboren in Alta
- Roger Peterson (1937–1959), US-amerikanischer Pilot, geboren in Alta
- Ollie Sansen (1908–1987), American-Football-Spieler, geboren und aufgewachsen in Alta